# 聖卡洛斯 (聖保羅州)
22°01′04″S 47°53′27″W / 22.01778°S 47.89083°W

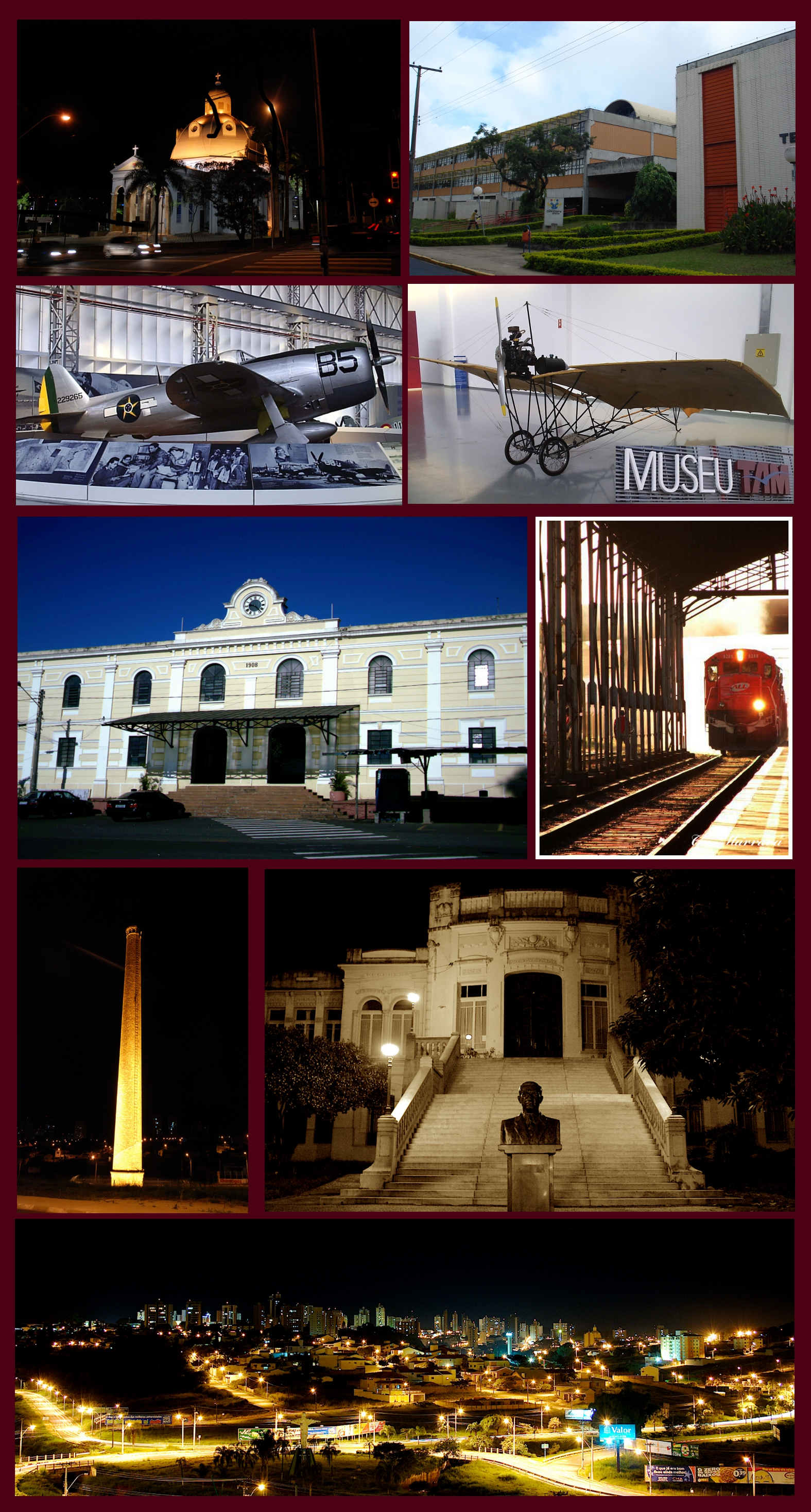
聖卡洛斯

聖卡洛斯（葡萄牙語：São Carlos）是巴西的城鎮，位於該國南部，由聖保羅州負責管轄，始建於1857年，面積1,137平方公里，海拔高度856米，2017年人口246,088，人口密度每平方公里210.1人。